# Bräkentorpasjön (Kvenneberga socken, Småland)
Bräkentorpasjön är en sjö i Alvesta kommun i Småland och ingår i Mörrumsåns huvudavrinningsområde. Sjön är 3,7 meter djup, har en yta på 0,122 kvadratkilometer och är belägen 163,9 meter över havet. Vid provfiske har abborre fångats i sjön.

## Delavrinningsområde
Bräkentorpasjön ingår i det delavrinningsområde (631378-142253) som SMHI kallar för Mynnar i Lekarydsån. Medelhöjden är 184 meter över havet och ytan är 74,02 kvadratkilometer. Det finns inga avrinningsområden uppströms utan avrinningsområdet är högsta punkten. Tvärån som avvattnar avrinningsområdet har biflödesordning 3, vilket innebär att vattnet flödar genom totalt 3 vattendrag innan det når havet efter 99 kilometer. Avrinningsområdet består mestadels av skog (67 procent) och jordbruk (17 procent). Avrinningsområdet har 0,47 kvadratkilometer vattenytor vilket ger det en sjöprocent på 0,6 procent.